# Cerro de Santa Catalina
El cerro de Santa Catalina, también conocido en asturiano como L'Atalaya, es la zona más alta de la península del mismo nombre, de la que forma parte el barrio de Cimadevilla, la parte más antigua de la actual ciudad de Gijón en el norte de España. 

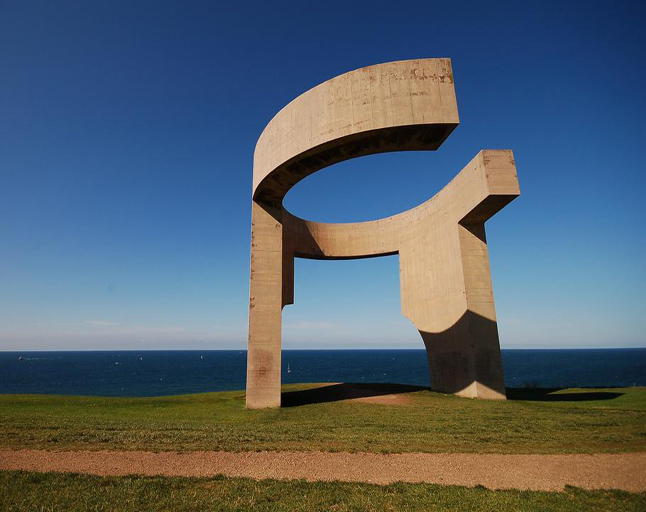
El Elogio del Horizonte, símbolo de la ciudad de Gijón que corona el cerro.

Se ubica en la península de Santa Catalina, que incluye un cerro amurallado y cuya denominación se debe a la presencia en el cerro de la antigua Capilla de Santa Catalina, sede de la "Cofradía del Gremio de Mareantes de Santa Catalina", cuya patrona era Santa Catalina.  Este gremio era el más antiguo y también más poderoso de Gijón. Pertenecía a la "Hermandad de las Marismas", de la que dependían las Cofradías de Mareantes, que adquirieron gran preponderancia en los siglos XIII y XIV, y que se regían por un reglamento, común a todos los pueblos del Cantábrico. Al ser esta capilla reconvertida en el siglo XIX en polvorín, la cofradía de los mareantes se trasladó a la capilla de La Soledad. 
En el siglo XVII fue levantada una batería militar, para proteger la costa gijonesa de los ataques piratas y corsarios. El cerro fue recuperado por el Ayuntamiento de Gijón en 1982 tras la compra de los terrenos militares y musealizado en 1997, por el arquitecto Francisco Pol.Desde entonces está rodeado por un gran parque que alberga en su interior la escultura Elogio del horizonte, del autor vasco Eduardo Chillida.